# Ізвоареле (Горж)
Ізвоареле (рум. Izvoarele) — село у повіті Горж в Румунії. Входить до складу комуни Плопшору.
Село розташоване на відстані 215 км на захід від Бухареста, 36 км на південь від Тиргу-Жіу, 54 км на північний захід від Крайови.

## Населення
За даними перепису населення 2002 року у селі проживали 732 особи, усі — румуни. Усі жителі села рідною мовою назвали румунську.